# Municipio de Robinson (Illinois)
El municipio de Robinson (en inglés: Robinson Township) es un municipio ubicado en el condado de Crawford en el estado estadounidense de Illinois. En el año 2010 tenía una población de 9900 habitantes y una densidad poblacional de 66,51 personas por km².

## Geografía
El municipio de Robinson se encuentra ubicado en las coordenadas 39°0′53″N 87°45′5″O / 39.01472, -87.75139. Según la Oficina del Censo de los Estados Unidos, el municipio tiene una superficie total de 148.84 km², de la cual 148.21 km² corresponden a tierra firme y (0.42%) 0.63 km² es agua.

## Demografía
Según el censo de 2010, había 9900 personas residiendo en el municipio de Robinson. La densidad de población era de 66,51 hab./km². De los 9900 habitantes, el municipio de Robinson estaba compuesto por el 87.68% blancos, el 8.9% eran afroamericanos, el 0.17% eran amerindios, el 0.71% eran asiáticos, el 0.01% eran isleños del Pacífico, el 1.35% eran de otras razas y el 1.18% pertenecían a dos o más razas. Del total de la población el 2.82% eran hispanos o latinos de cualquier raza.